# Jannik Blair
Jannik Blair (3 de febrero de 1992) es un jugador de baloncesto en silla de ruedas de 1 punto que ha jugado en la Universidad de Misuri y en la Liga Nacional de Baloncesto en Silla de Ruedas Dandenong Rangers. Es miembro del equipo nacional masculino de baloncesto en silla de ruedas de Australia, que debutó en 2009, y fue miembro del equipo australiano que ganó la medalla de plata en los Juegos Paralímpicos de Londres 2012 en baloncesto en silla de ruedas.

## Vida personal

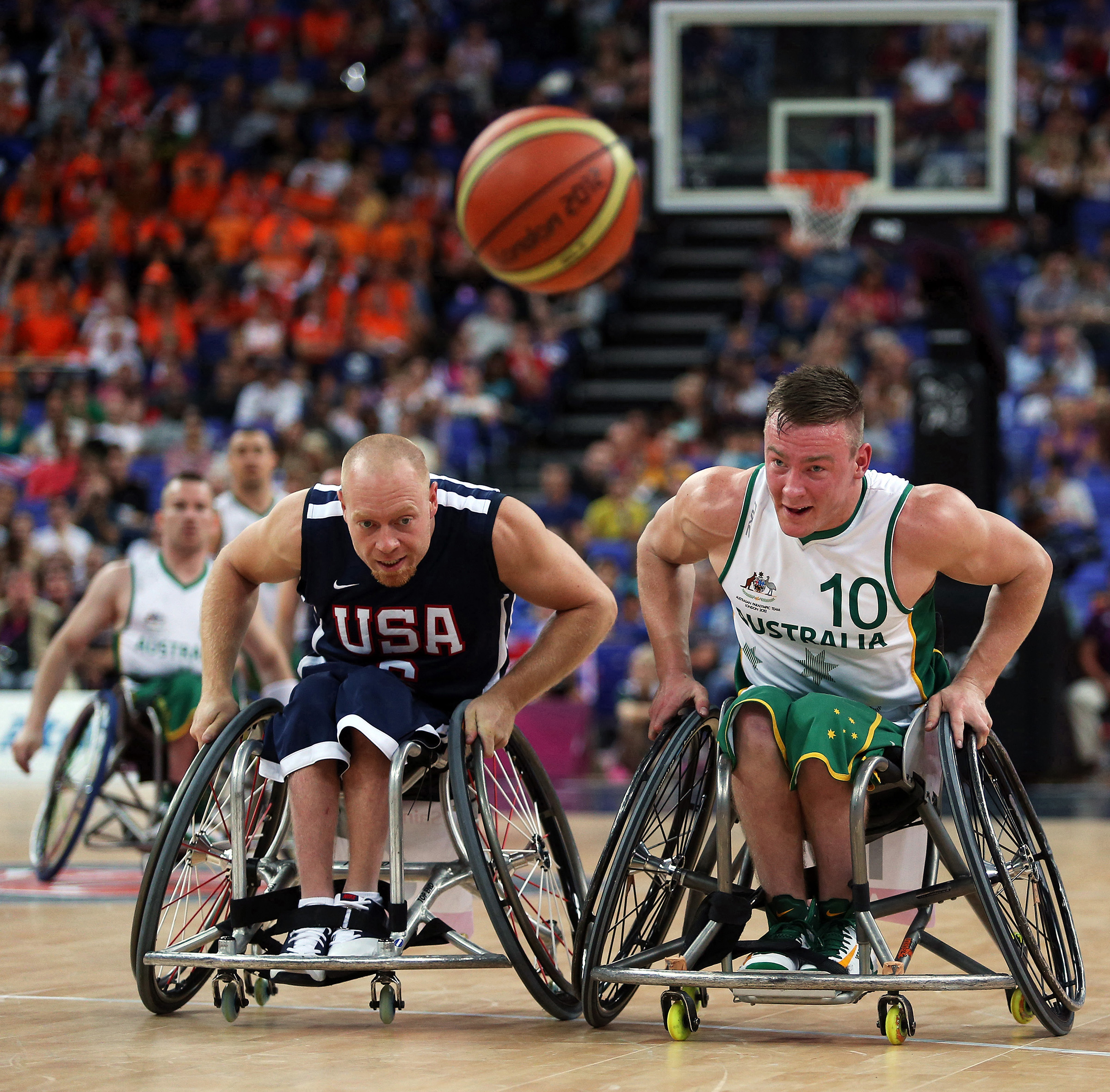
Blair en los Juegos Paralímpicos de Londres 2012.

Blair nació el 3 de febrero de 1992 en Horsham, Victoria. En 2004, a la edad de doce años, se rompió la espalda, la muñeca y sufrió un colapso pulmonar tras un accidente en un vehículo utilitario. Entró en coma durante una semana. A partir del año 2012 vive en Horsham en Victoria.  En 2005, estaba jugando una variedad de deportes incluyendo baloncesto en silla de ruedas, carreras de pista y ciclismo de mano.  A partir de 2012, asistió a la Universidad de Misuri con una beca parcial para el baloncesto en silla de ruedas, pero estaba tomando tiempo libre para concentrarse en el baloncesto.

## Baloncesto en silla de ruedas

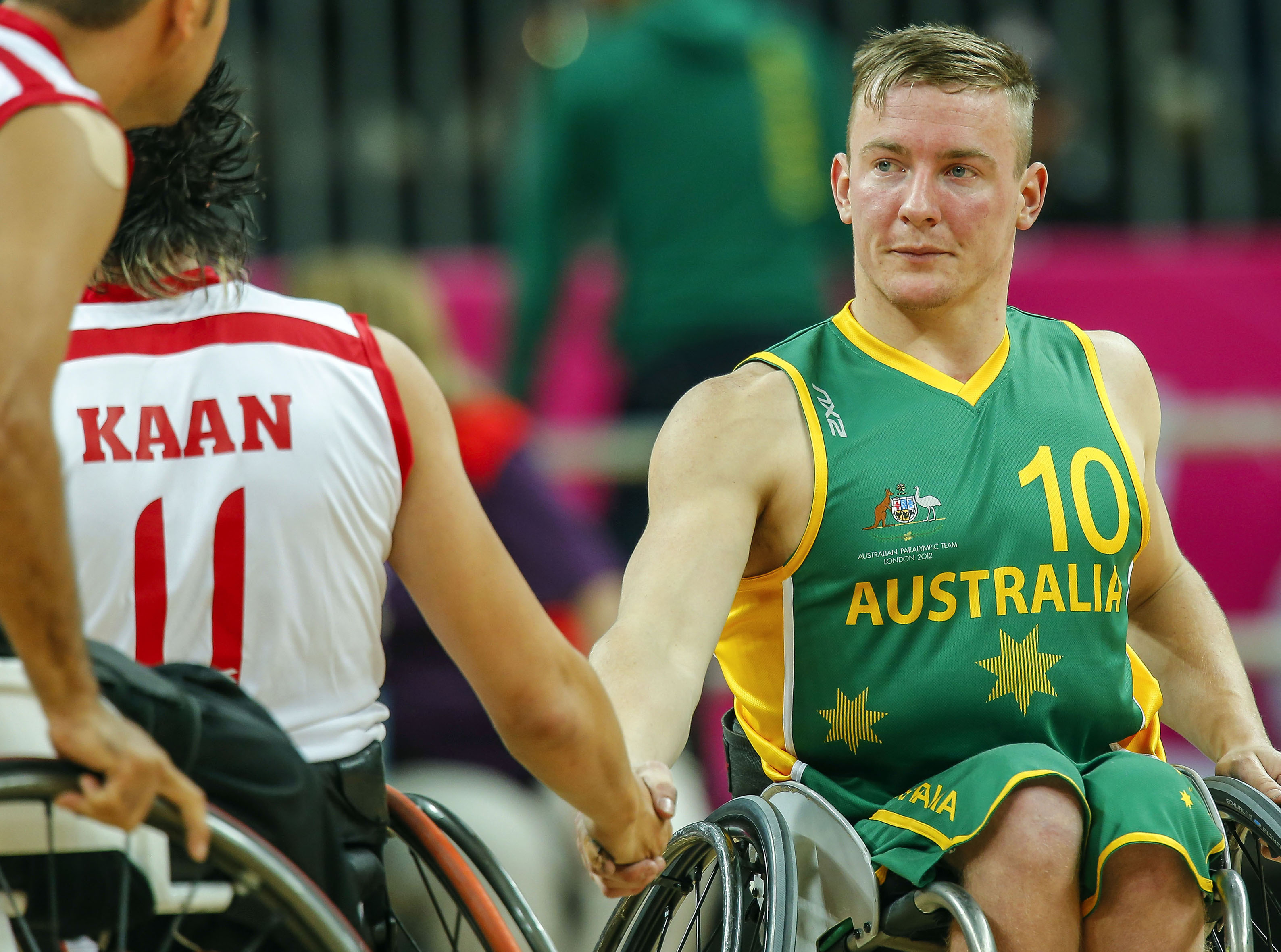
Blair en los Juegos Paralímpicos de Londres 2012

Blair es un jugador de baloncesto en silla de ruedas de 1 punto. A partir de 2012, tiene una beca en el Instituto Victoriano de Deportes.
Jugó por primera vez al baloncesto en silla de ruedas en 2005, y asistió en Ballarat, Victoria fue la anfitriona de la Búsqueda de Talentos Paralímpicos del APC en 2006. En el evento, le animaron a continuar en el deporte.
Blair jugó en la Liga Nacional de Baloncesto en Silla de Ruedas (NWBL) en 2009, terminando la temporada al ser nombrado para el All-Star 5. A partir de 2012, juega para los Dandenong Rangers en la NWBL, y se unió y jugó para el equipo de la Universidad de Misuri en la Asociación Nacional de Baloncesto en Silla de Ruedas de los Estados Unidos (NWBA) a partir de 2012. A finales de 2012, recibió varias ofertas de universidades americanas, incluyendo la Universidad de Misuri, Columbia, y la Universidad de Alabama, Tuscaloosa. Después de mucha consideración, Blair eligió tomar una beca de la Universidad de Alabama. Se vistió para ellos en la temporada de primavera de 2013.
Debutó con la selección nacional en 2009 en los Campeonatos de Baloncesto en Silla de Ruedas de Asia y Oceanía, donde promedió 0,3 puntos por partido. Más tarde, ese mismo año, compitió en el Rollers World Challenge, y en el Campeonato Mundial Sub-23 de la IWBF, donde su equipo acabó cuarto. En las Tri Series en Silla de Ruedas de 2011, donde jugó en partidos contra Sudáfrica y Holanda, promedió 0,8 puntos por partido. En agosto de ese año, también compitió en el Torneo Internacional de Campeones. En octubre de 2011, participó en un campo de entrenamiento de la selección nacional en Canberra. Fue seleccionado para representar a Australia en los Juegos Paralímpicos de verano de 2012 en baloncesto en silla de ruedas. Estos fueron sus primeros Juegos Paralímpicos. Al entrar en los Juegos Paralímpicos de Londres, su equipo se clasificó como el número uno del mundo. Tuvo que ganarse su puesto ya que catorce hombres habían estado compitiendo por un puesto en el equipo.
En los Juegos Paralímpicos de 2012 formó parte del equipo masculino australiano de silla de ruedas que ganó la plata.  Fue miembro del equipo de patinadores que ganó la medalla de oro en los Campeonatos Mundiales de Baloncesto en Silla de Ruedas de 2014. En 2016 fue seleccionado para los Juegos Paralímpicos de Río de Janeiro 2016, donde su equipo, los Rollers, terminó en sexto lugar.
En 2018, fue miembro de los Rollers que ganaron la medalla de bronce en el Campeonato Mundial de Baloncesto en Silla de Ruedas de 2018 en Hamburgo, Alemania.